# Selce, Lukovica
Selce este o localitate din comuna Lukovica, Slovenia, cu o populație de 28 de locuitori.